# Сказ (станция)
Сказ — станция Челябинского региона Южно-Уральской. Находится на стыке Южно-Уральской и Свердловской железных дорог, в Нязепетровском районе Челябинской области.

## История
Этимология названия неясна, как и точная дата открытия. Согласно энциклопедии «Челябинская область» станция была основана в 1929 году, согласно справочнику «Железнодорожные станции СССР» станция была основана в 1932 году, а на официальном сайте Нязепетровского муниципального района её появление связывается со строительством Западно-Уральской железной дороги в 1912—1916 годах. Вокруг станции возник одноимённый посёлок.
В 1981 году на станции осуществлялись приём и выдача багажа, продажа билетов на поезда местного и дальнего следования, приём и выдача грузов на подъездных путях. К 2008 году прием и выдача грузов на подъездных путях уже были прекращены.
По состоянию на 2016 год была законсервирована. Приказом Росжелдора от 16 января 2019 года закрыта и исключена из тарифного руководства.

## Техническое описание
Согласно спутниковым снимкам, путей три, остановочная платформа одна. 